# Jim Prentice
Pour les articles homonymes, voir James Prentice et Prentice.
P. E. James Prentice, appelé communément Jim Prentice, né le 20 juillet 1956 à Timmins (Ontario) et mort le 13 octobre 2016 près de Kelowna (Colombie-Britannique), est un avocat et un homme politique canadien. Il est ministre sous le gouvernement conservateur de Stephen Harper de 2006 à 2010, de même que premier ministre de l'Alberta et chef du Parti progressiste-conservateur de l'Alberta de 2014 à 2015.

## Premières années

### Origines et études
Né dans le quartier de South Porcupine, à Timmins, dans le nord de l'Ontario, au sein d'une famille de cols bleus, il est le fils d'Eric Prentice, joueur professionnel de la Ligue nationale de hockey dans les années 1940. Sa famille déménage par la suite en Alberta, où Jim suit ses études de droit à l'université de l'Alberta et à l'université Dalhousie.

### Carrière professionnelle
En tant qu'avocat, il se spécialise dans le droit de la propriété. Membre du conseil du Calgary Winter Club, il occupe les postes de président et de directeur. Il participe en outre activement à une église presbytérienne.

## Carrière politique fédérale
Prentice rejoint le Parti progressiste-conservateur du Canada (PPCC) en 1976. Dix ans plus tard, lors des élections provinciales de 1986, il représente les progressistes-conservateurs dans le comté de Calgary-Mountain View, mais est défait par Bob Hawkesworth, candidat du Nouveau Parti démocratique. À ce moment, il est le plus jeune candidat conservateur aux élections.
De 1990 à 1993, Prentice est le responsable des finances du PPCC. Il pose sa candidature à un poste de député fédéral pour la première fois au printemps 2002 lors d'une élection partielle dans la circonscription Calgary-Sud-Ouest à la suite du départ de Preston Manning, membre de l'Alliance réformiste conservatrice canadienne (AC). Cependant, le nouveau chef de l'AC, Stephen Harper, se présente finalement dans la circonscription, remplaçant ainsi le candidat désigné auparavant par son parti, Ezra Levant. Prentice décide alors de se retirer de la course.
À la suite des élections fédérales de 2000, le PPCC détient peu de sièges à la Chambre des communes, une situation préoccupante pour un parti habitué à obtenir la première ou la deuxième place en termes de députés élus. En 2003, Prentice participe à la course à l'investiture du PPCC, en proposant un rapprochement parlementaire (pactes de non-agression dans diverses circonscriptions clés où la division du vote entre l'AC et le PPCC tourneraient à l'avantage des libéraux) dans le but éventuel de faciliter une fusion entre le PPCC et l'AC. Il s'oppose au candidat favori, Peter MacKay, qui proposait que le parti se reconstruise de l'intérieur. Prentice entame la course en prononçant un discours passionné sur les accomplissements des conservateurs, allant même jusqu'à mentionner les soldats canadiens tués lors de la bataille de Passchendaele en 1917. Il termine à la deuxième place, forçant un quatrième et ultime tour lors de la convention. MacKay est finalement élu chef du parti. Plusieurs observateurs politiques notent que, malgré sa défaite aux mains de MacKay, Prentice avait le flair pour s'attirer l'appui des conservateurs dits sociaux et des conservateurs progressistes.
En décembre 2003, le chef du parti, Peter MacKay, signe un accord de fusion avec l'AC, créant ainsi le « Parti conservateur du Canada ». Prentice sera le premier conservateur à briguer la présidence du nouveau parti, annonçant son intention le lendemain, le 7 décembre 2003, de la ratification de l'accord par les membres du PPCC. Il entame sa campagne à Calgary et la continue en Ontario. Cependant, le 12 janvier 2004, il met fin à sa campagne, citant des difficultés à obtenir de nouveaux fonds un an après son échec à la course à l'investiture du PPCC.
À l'occasion des élections fédérales de juin 2004, Prentice est élu une première fois à la Chambre des communes et accède au cabinet fantôme de Stephen Harper, alors chef de l'opposition officielle, lequel l'estime beaucoup. En 2005, il est l'un des quatre députés conservateurs à voter en faveur de la légalité du mariage entre deux conjoints de même sexe, se prévalant du droit de vote libre à sa conscience personnelle, accordé aux députés conservateurs par leur chef. Il est réélu successivement à titre de député en 2006 et 2008, accédant à chaque fois au cabinet ministériel du premier ministre Stephen Harper. Il est, à ce titre, l'un des plus influents ministres du cabinet. En 2008, en tant que ministre de l'Industrie, il pilote un projet de loi qui modifiera le cadre législatif de la propriété intellectuelle au Canada, ce qui lui vaut maintes critiques de la part de différents groupes.
Le 4 novembre 2010, Jim Prentice annonce sa démission.

### Député de la Chambre des communes
En tant que candidat du nouveau PPCC lors des élections fédérales de 2004, Prentice a fait campagne dans Calgary-Centre-Nord et remporte son siège de député.

#### Ministre de l'Industrie
Lors d'un remaniement ministériel le 14 août 2007, Prentice est nommé ministre de l'industrie, succédant à Maxime Bernier.

#### Controverse autour d'un projet de loi sur le droit d'auteur
Sous la pression du gouvernement des États-Unis et de plusieurs multinationales, Prentice décide de modifier les lois sur la propriété intellectuelle au Canada. Pour plusieurs groupes de défense des droits des consommateurs, la nouvelle loi répliquera le Digital Millennium Copyright Act des États-Unis. Prentice affirme qu'il veut « amener le Canada à respecter le traité signé avec l'Organisation mondiale de la propriété intellectuelle ». Il a promis de voir aux intérêts des consommateurs en premier. Michael Geist, professeur de l'Université d'Ottawa, titulaire d'une chaire de recherche sur Internet et les lois touchant le commerce électronique, affirme que le projet de loi soutenu par Prentice est formulé de façon à satisfaire les groupes de pression travaillant pour le compte de multinationales américaines. Au Canada, plusieurs groupes sont opposés à des changements aux lois canadiennes touchant la propriété intellectuelle, notamment le Canadian Software Innovation Alliance, la Canadian Music Creators Coalition et la The Business Coalition for Balanced Copyright.
Le ministre Prentice affirme que la voix des consommateurs ne serait probablement pas entendue pendant des années. Il refuse de discuter avec des manifestants qui se sont déplacés pour le rencontrer, affirmant que « lorsque la ministre du Patrimoine canadien Josée Verner et moi aurons obtenu un consensus qui nous satisfait, nous introduirons un projet de loi ». Des sources anonymes à Ottawa affirment que le projet de loi serait introduit en juin 2008, alors que d'autres sources affirment qu'il ne sera pas introduit avant les vacances d'été du parlement canadien.

#### Controverse sur Wikipédia en anglais
Du 27 mai 2008 au 4 juin 2008, des modifications faites depuis une adresse IP utilisée par Industrie Canada sont apportées à l'article traitant de Jim Prentice de Wikipédia en anglais. Ces modifications effacent notamment des mentions à propos du projet de loi sur la propriété intellectuelle et ajoutent des informations sur les accomplissements de Prentice en tant que ministre de l'Industrie du Canada,.
Jay Walsh, porte-parole de la Fondation Wikimédia, affirme dans une entrevue qu'il y a des dizaines de milliers de personnes vivantes qui ont une biographie dans Wikipédia, il est donc « courant que l'information les touchant soit modifiée ». Walsh affirme que la neutralité du texte et la prévention des conflits d'intérêts sont deux des piliers de Wikipédia. Il déclare que « les modifications fiables proviennent de personnes n'ayant pas de conflit d'intérêts. Dans ce cas, si quelqu'un effectue des modifications depuis un ordinateur appartenant au gouvernement du Canada… si c'était quelqu'un à l'intérieur de ce ministère, cela constituerait théoriquement un conflit d'intérêts »,.

## Carrière politique provinciale
Le 6 septembre 2014, il est élu à la tête du Parti progressiste-conservateur de l'Alberta et une semaine plus tard, il devient le 16e Premier ministre de l'Alberta.
Le 7 avril 2015, il demande au lieutenant-gouverneur de déclencher des élections le 5 mai de la même année, affirmant qu'il avait besoin de solliciter un nouveau mandat afin de passer son budget. Prentice commet plusieurs gaffes au cours de la campagne qui nuisent autant à lui qu'à son parti, y compris un commentaire avant le déclenchement des élections dans lequel il semblait blâmer les Albertains, leur disant qu'ils doivent « regarder dans le miroir » pour comprendre la cause profonde des problèmes financiers de l'Alberta. Les élections provinciales ont abouti à la fin du long règne de 44 ans des progressistes-conservateurs au sein du gouvernement, le Nouveau Parti démocratique de l'Alberta sous la direction de Rachel Notley gagne un gouvernement majoritaire, le premier gouvernement néo-démocrate de la province. Les progressistes-conservateurs sont tombés en troisième place, avec 11 sièges, derrière le NPD et le Parti Wildrose. Il est par contre élu dans Calgary-Foothills. Mais à la suite de ce résultat, il démissionne en tant que chef du parti et annonce qu'il ne siégerait pas et se retire de la vie politique.
Jim Prentice perd la vie dans un accident d'avion le 13 octobre 2016 près de Kelowna, en Colombie-Britannique.

### Textes traduits
1. ↑  Traduction libre de (en) The edits which should be trusted would come from people who don't possess a conflict of interest, in this case, it would be worthwhile saying that if someone is making edits from a computer within the government of Canada… if it was someone within that ministry, that would theoretically constitute a conflict of interest.